# Henri Alexandre Saffrey
Henri Alexandre Saffrey né le 21 septembre 1832 à Montivilliers et mort le 1er décembre 1895 dans le 17e arrondissement de Paris, est un artiste peintre et aquafortiste français.

## Biographie
D'origine normande, Henri Alexandre Saffrey est un élève de l'école municipale du Havre qui le forme à l'art du dessin ; on ne lui connaît aucun maître. C'est en graveur qu'il apparaît une première fois au Salon de Paris en 1870, présentant deux eaux-fortes, des vues de Paris et de Saint-Germain-en-Laye ; son adresse mentionne Rueil. Il est un fidèle de ce salon jusqu'en 1886, exposant principalement des eaux-fortes et des aquarelles inspirées de Paris, mais aussi de rares peintures, évoquant parfois la Normandie. Il exposa dans de nombreux salons de province (Rouen, Blois, Toulouse...). Beraldi l'enregistre sous le nom de « Henri Saffrey » et souligne la fermeté de son trait, signalant une vingtaine de vues de Paris en eaux-fortes et une seule lithographie (Souvenir de l'exposition de 1878).

La Pompe du pont Notre-Dame, eau-forte, pour Paris à l'eau-forte (1875).

Il livre à Alfred Cadart douze gravures.
Sa dernière adresse mentionne le 23 de la rue de Montenotte ; c'est là qu'il meurt en 1895.